# Novosuctobelba vietnamica
Novosuctobelba vietnamica är en kvalsterart som först beskrevs av Balogh och Sandór Mahunka 1967.  Novosuctobelba vietnamica ingår i släktet Novosuctobelba och familjen Suctobelbidae. Inga underarter finns listade i Catalogue of Life.